# Lijst van 3FM Megahits in 2007
Deze hits waren in 2007 3FM Megahit op 3FM:
| Nr. | Week    | Artiest                                                                           | Titel                                                                             | Hoogste positie in de 3FM Mega Top 50                                             |
| --- | ------- | --------------------------------------------------------------------------------- | --------------------------------------------------------------------------------- | --------------------------------------------------------------------------------- |
| 702 | Week 1  | The Fratellis                                                                     | Chelsea Dagger                                                                    | 2                                                                                 |
| 703 | Week 2  | Maria Mena                                                                        | Miss You Love                                                                     | 19                                                                                |
| 704 | Week 3  | The Fray                                                                          | Over My Head (Cable Car)                                                          | 12                                                                                |
| 705 | Week 4  | DI-RECT                                                                           | A Good Thing                                                                      | 2                                                                                 |
| 706 | Week 5  | Kaiser Chiefs                                                                     | Ruby                                                                              | 9                                                                                 |
| 707 | Week 6  | Amy Winehouse                                                                     | Rehab                                                                             | 5                                                                                 |
| 708 | Week 7  | Good Things End                                                                   | I Know                                                                            | 12                                                                                |
| 709 | Week 8  | Mika                                                                              | Grace Kelly                                                                       | 1(1wk)                                                                            |
| 710 | Week 9  | Within Temptation & Keith Caputo                                                  | What Have You Done                                                                | 2                                                                                 |
| 711 | Week 10 | Joss Stone                                                                        | Tell Me 'bout It                                                                  | 1(1wk)                                                                            |
| -   | Week 11 | Geen 3FM Megahit in verband met de Classic Request-week                           | Geen 3FM Megahit in verband met de Classic Request-week                           | Geen 3FM Megahit in verband met de Classic Request-week                           |
| 712 | Week 12 | Snow Patrol                                                                       | Shut Your Eyes                                                                    | 13                                                                                |
| 713 | Week 13 | Racoon                                                                            | Close Your Eyes                                                                   | 19                                                                                |
| 714 | Week 14 | Maroon 5                                                                          | Makes Me Wonder                                                                   | 4                                                                                 |
| 715 | Week 15 | Krezip                                                                            | Plug It In & Turn Me On                                                           | 7                                                                                 |
| 716 | Week 16 | Linkin Park                                                                       | What I've Done                                                                    | 9                                                                                 |
| 717 | Week 17 | The Fray                                                                          | How to Save a Life                                                                | 12                                                                                |
| 718 | Week 18 | Kaiser Chiefs                                                                     | Everything Is Average Nowadays                                                    | 39                                                                                |
| 719 | Week 19 | Tokio Hotel                                                                       | Monsoon                                                                           | 3                                                                                 |
| 720 | Week 20 | Manic Street Preachers                                                            | Your Love Alone Is Not Enough                                                     | 17                                                                                |
| 721 | Week 21 | Razorlight                                                                        | In the Morning                                                                    | 20                                                                                |
| 722 | Week 22 | Justin Timberlake                                                                 | LoveStoned                                                                        | 4                                                                                 |
| 723 | Week 23 | Arctic Monkeys                                                                    | Fluorescent Adolescent                                                            | 37                                                                                |
| 724 | Week 24 | Mutya Buena                                                                       | Real Girl                                                                         | 4                                                                                 |
| 725 | Week 25 | Green Day                                                                         | Working Class Hero                                                                | 11                                                                                |
| 726 | Week 26 | Fall Out Boy                                                                      | Thnks fr th Mmrs                                                                  | 12                                                                                |
| 727 | Week 27 | BLØF                                                                              | Donker hart                                                                       | 11                                                                                |
| 728 | Week 28 | Mika                                                                              | Relax, Take It Easy                                                               | 1(9wk)                                                                            |
| 729 | Week 29 | Prince                                                                            | Guitar                                                                            | 9                                                                                 |
| 730 | Week 30 | Timbaland, Keri Hilson & D.O.E.                                                   | The Way I Are                                                                     | 2                                                                                 |
| 731 | Week 31 | James Blunt                                                                       | 1973                                                                              | 2                                                                                 |
| 732 | Week 32 | Fiction Plane                                                                     | Two Sisters                                                                       | 15                                                                                |
| 733 | Week 33 | Saybia                                                                            | Angel                                                                             | 30                                                                                |
| 734 | Week 34 | Plain White T's                                                                   | Hey There Delilah                                                                 | 5                                                                                 |
| 735 | Week 35 | Rooney                                                                            | When Did Your Heart Go Missing?                                                   | 16                                                                                |
| 736 | Week 36 | Robyn & Kleerup                                                                   | With Every Heartbeat                                                              | 4                                                                                 |
| 737 | Week 37 | Juanes                                                                            | Me enamora                                                                        | 27                                                                                |
| 738 | Week 38 | Kate Nash                                                                         | Foundations                                                                       | 20                                                                                |
| 739 | Week 39 | Alicia Keys                                                                       | No One                                                                            | 3                                                                                 |
| 740 | Week 40 | Foo Fighters                                                                      | The Pretender                                                                     | 13                                                                                |
| -   | Week 41 | Geen 3FM Megahit in verband met de 90's Request-week                              | Geen 3FM Megahit in verband met de 90's Request-week                              | Geen 3FM Megahit in verband met de 90's Request-week                              |
| 741 | Week 42 | Alain Clark                                                                       | This Ain't Gonna Work                                                             | 4                                                                                 |
| 742 | Week 43 | Anouk                                                                             | Good God                                                                          | 2                                                                                 |
| 743 | Week 44 | Orson                                                                             | Ain't No Party                                                                    | 38                                                                                |
| 744 | Week 45 | Rihanna                                                                           | Don't Stop the Music                                                              | 1(6wk)                                                                            |
| 745 | Week 46 | Timbaland & OneRepublic                                                           | Apologize                                                                         | 2                                                                                 |
| 746 | Week 47 | Acda en De Munnik                                                                 | Dan leef ik toch nog een keer                                                     | 12                                                                                |
| 747 | Week 48 | Editors                                                                           | The Racing Rats                                                                   | 13                                                                                |
| 748 | Week 49 | Krezip                                                                            | All My Life                                                                       | 4                                                                                 |
| 749 | Week 50 | Colbie Caillat                                                                    | Bubbly                                                                            | 2                                                                                 |
| 750 | Week 51 | Alain Clark                                                                       | Father and Friend                                                                 | 2                                                                                 |
| -   | Week 52 | Geen 3FM Megahit in verband met de 3FM Serious Request & Top Serious Request-week | Geen 3FM Megahit in verband met de 3FM Serious Request & Top Serious Request-week | Geen 3FM Megahit in verband met de 3FM Serious Request & Top Serious Request-week |

1993 · 
1994 ·
1995 · 
1996 ·
1997 ·
1998 ·
1999 ·
2000 ·
2001 ·
2002 ·
2003 ·
2004 ·
2005 ·
2006 ·
2007 ·
2008 ·
2009 ·
2010 ·
2011 ·
2012 ·
2013 ·
2014 ·
2015 ·
2016 ·
2017 ·
2018 ·
2019 ·
2020 ·
2021 ·
2022 ·
2023 ·
2024 ·
2025